# Paracarotomus
Paracarotomus is een geslacht van vliesvleugeligen uit de familie Pteromalidae. De wetenschappelijke naam van dit geslacht is voor het eerst geldig gepubliceerd in 1894 door Ashmead.

## Soorten
Het geslacht Paracarotomus is monotypisch en omvat slechts de volgende soort:
- Paracarotomus cephalotes Ashmead, 1894